# Dendrobium densiflorum
Dendrobium densiflorum är en orkidéart som beskrevs av John Lindley. Dendrobium densiflorum ingår i släktet Dendrobium, och familjen orkidéer. Inga underarter finns listade i Catalogue of Life.
Artens utbredningsområde är från centrala Himalaya till Hainan.

## Bildgalleri

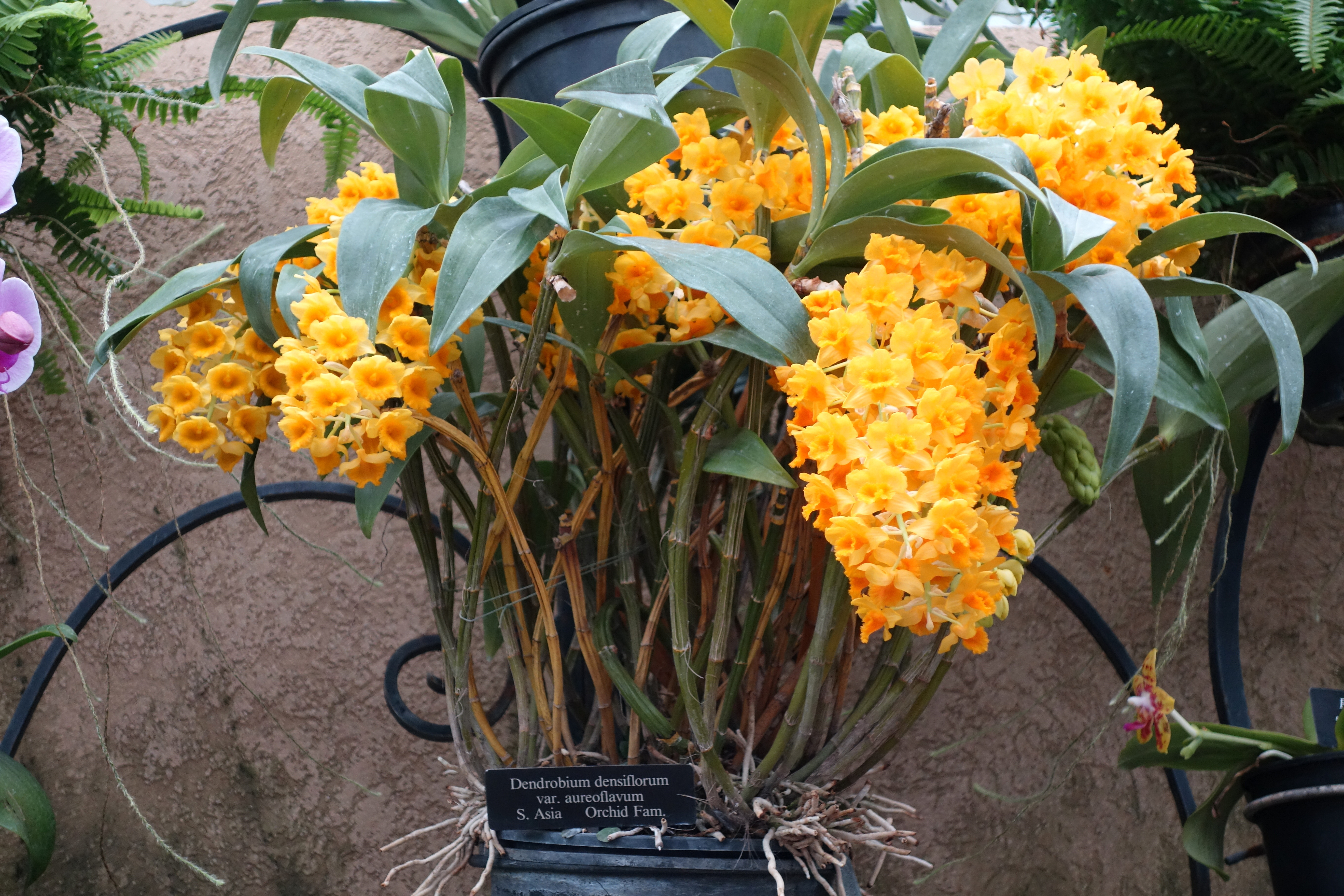
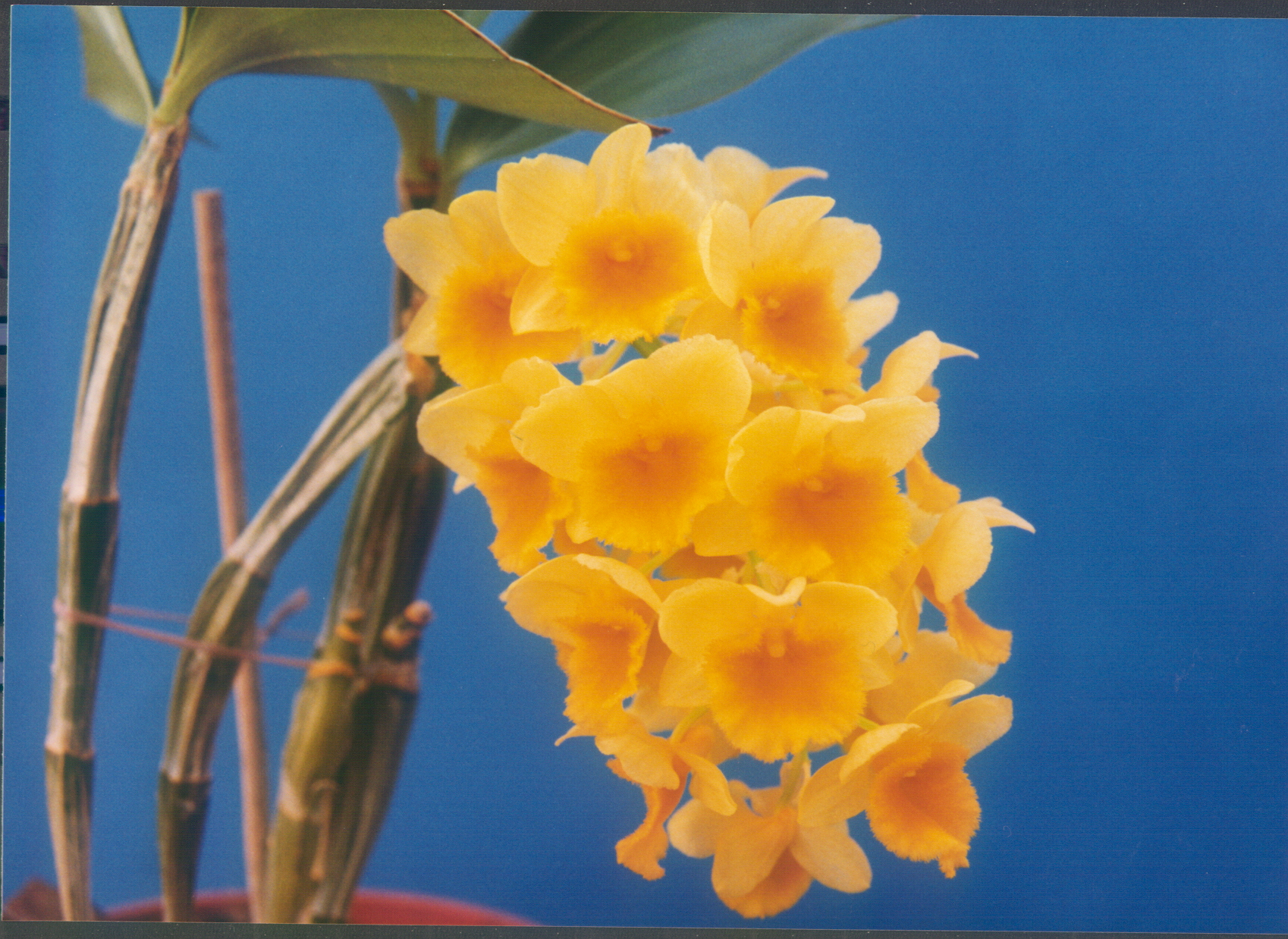
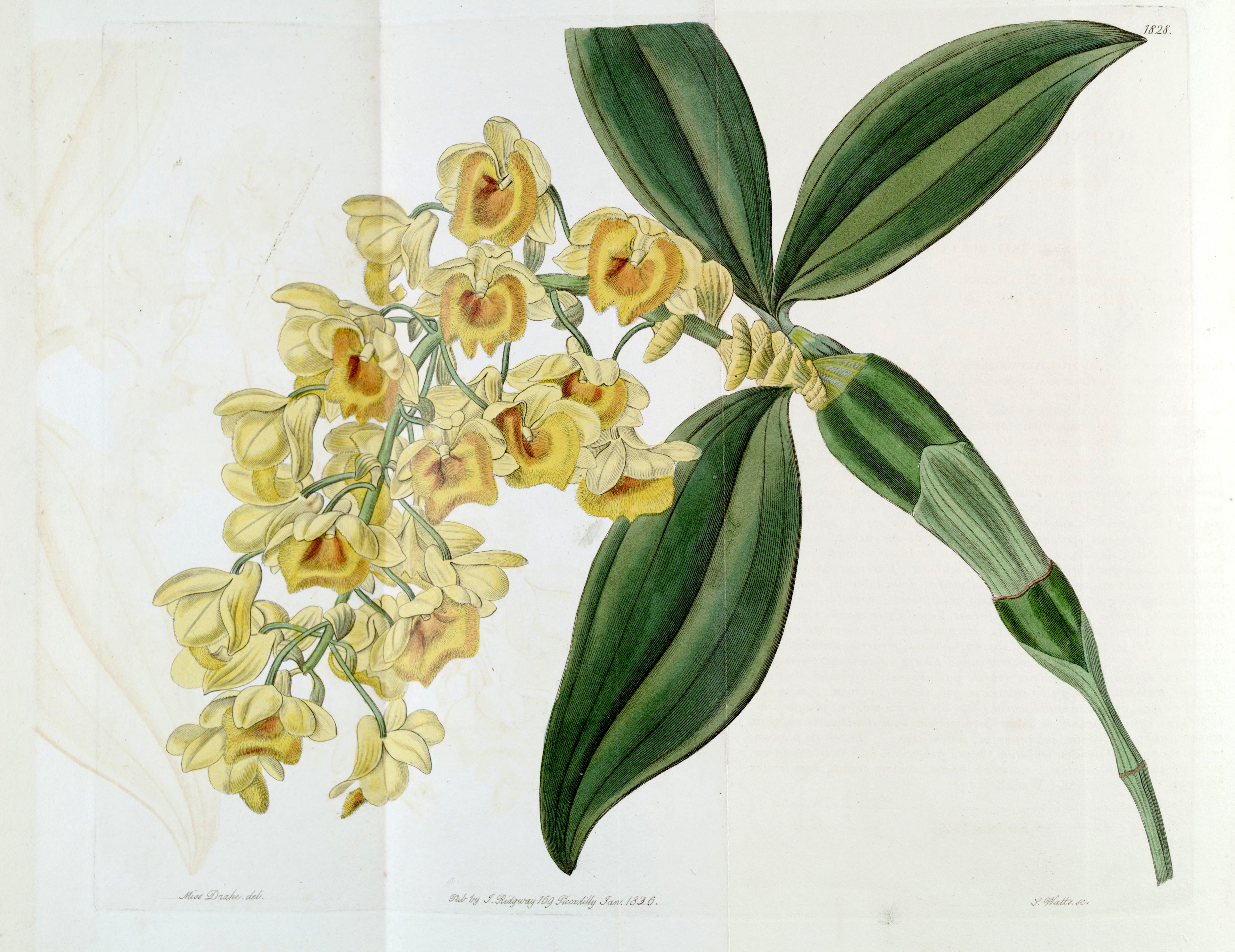